# Faulquemont
Ne doit pas être confondu avec Fauquemont.
Faulquemont (allemand : Falkenberg, francique mosellan : Folkenburch) est une commune française située dans le département de la Moselle et le bassin de vie de la Moselle-Est, en région Grand Est.
Historiquement et culturellement située en Lorraine, dans le pays de Nied, la commune est le bureau centralisateur du canton éponyme, ainsi que le siège de l'intercommunalité du district urbain de Faulquemont.

## Géographie
Traversée par la Nied allemande, Faulquemont est située dans le centre du département de la Moselle, à 35 km à l'est de Metz, et à 13 km au sud-ouest de Saint-Avold.
|             | Tritteling-Redlach    |                                 |
| Créhange    | Faulquemont           | Pontpierre Vahl-lès-Faulquemont |
| Mainvillers | Thicourt, Eincheville | Adelange                        |

### Écarts et lieux-dits
- Chémery-lès-Faulquemont (commune associée à Faulquemont)
- Herrenwald
- Ferme de Bonhouse
- Ferme de Goldenholz
- Ferme de la Tuilerie

### Hydrographie

#### Réseau hydrographique
La commune est située dans le bassin versant du Rhin au sein du bassin Rhin-Meuse. Elle est drainée par la Nied Allemande, le ruisseau Baerenbach et le ruisseau l'Outenbach.
La Nied allemande, d'une longueur totale de 57,9 km, prend sa source dans la commune de Guenviller et se jette  dans la Nied à Condé-Northen, après avoir traversé 23 communes.

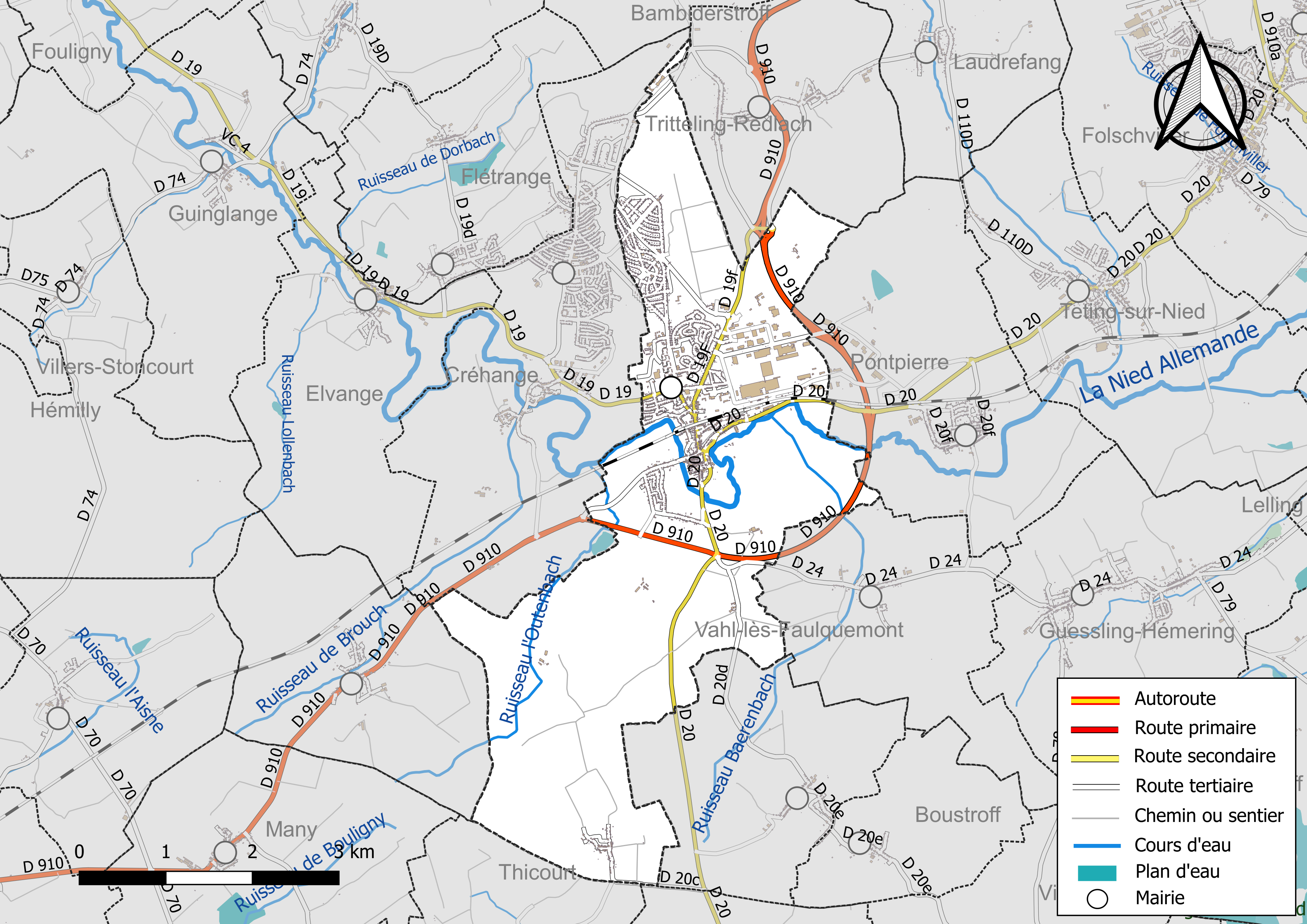
Réseaux hydrographique et routier de Faulquemont.

#### Gestion et qualité des eaux
Le territoire communal est couvert par le schéma d'aménagement et de gestion des eaux (SAGE) « Bassin Houiller ». Ce document de planification, dont le territoire est approximativement délimité par un triangle formé par les villes de Creutzwald, Faulquemont et Forbach, d'une superficie de 576 km2, a été approuvé le 27 octobre 2017. La structure porteuse de l'élaboration et de la mise en œuvre est la région Grand Est. Il définit sur son territoire les objectifs généraux d’utilisation, de mise en valeur et de protection quantitative et qualitative des ressources en eau superficielle et souterraine, en respect des objectifs de qualité définis dans le SDAGE  du Bassin Rhin-Meuse.
La qualité des eaux des principaux cours d’eau de la commune, notamment de la Nied Allemande, peut être consultée sur un site dédié géré par les agences de l’eau et l’Agence française pour la biodiversité.

### Climat
Pour des articles plus généraux, voir Climat du Grand Est et Climat de la Moselle.
En 2010, le climat de la commune est de type climat des marges montargnardes, selon une étude du Centre national de la recherche scientifique s'appuyant sur une série de données couvrant la période 1971-2000. En 2020, Météo-France publie une typologie des climats de la France métropolitaine dans laquelle la commune est exposée à un climat semi-continental et est dans la région climatique  Lorraine, plateau de Langres, Morvan, caractérisée par un hiver rude (1,5 °C), des vents modérés et des brouillards fréquents en automne et hiver. 
Pour la période 1971-2000, la température annuelle moyenne est de 9,7 °C, avec une amplitude thermique annuelle de 16,8 °C. Le cumul annuel moyen de précipitations est de 822 mm, avec 11,8 jours de précipitations en janvier et 9,2 jours en juillet. Pour la période 1991-2020, la température moyenne annuelle observée sur la station météorologique de Météo-France la plus proche, « Lesse_sapc », sur la commune de Lesse à 11 km à vol d'oiseau, est de 10,7 °C et le cumul annuel moyen de précipitations est de 694,0 mm. 
La température maximale relevée sur cette station est de 40 °C, atteinte le 25 juillet 2019 ; la température minimale est de −20,7 °C, atteinte le 20 décembre 2009,,. 
Les paramètres climatiques de la commune ont été estimés pour le milieu du siècle (2041-2070) selon différents scénarios d'émission de gaz à effet de serre à partir des nouvelles projections climatiques de référence DRIAS-2020. Ils sont consultables sur un site dédié publié par Météo-France en novembre 2022.

## Urbanisme

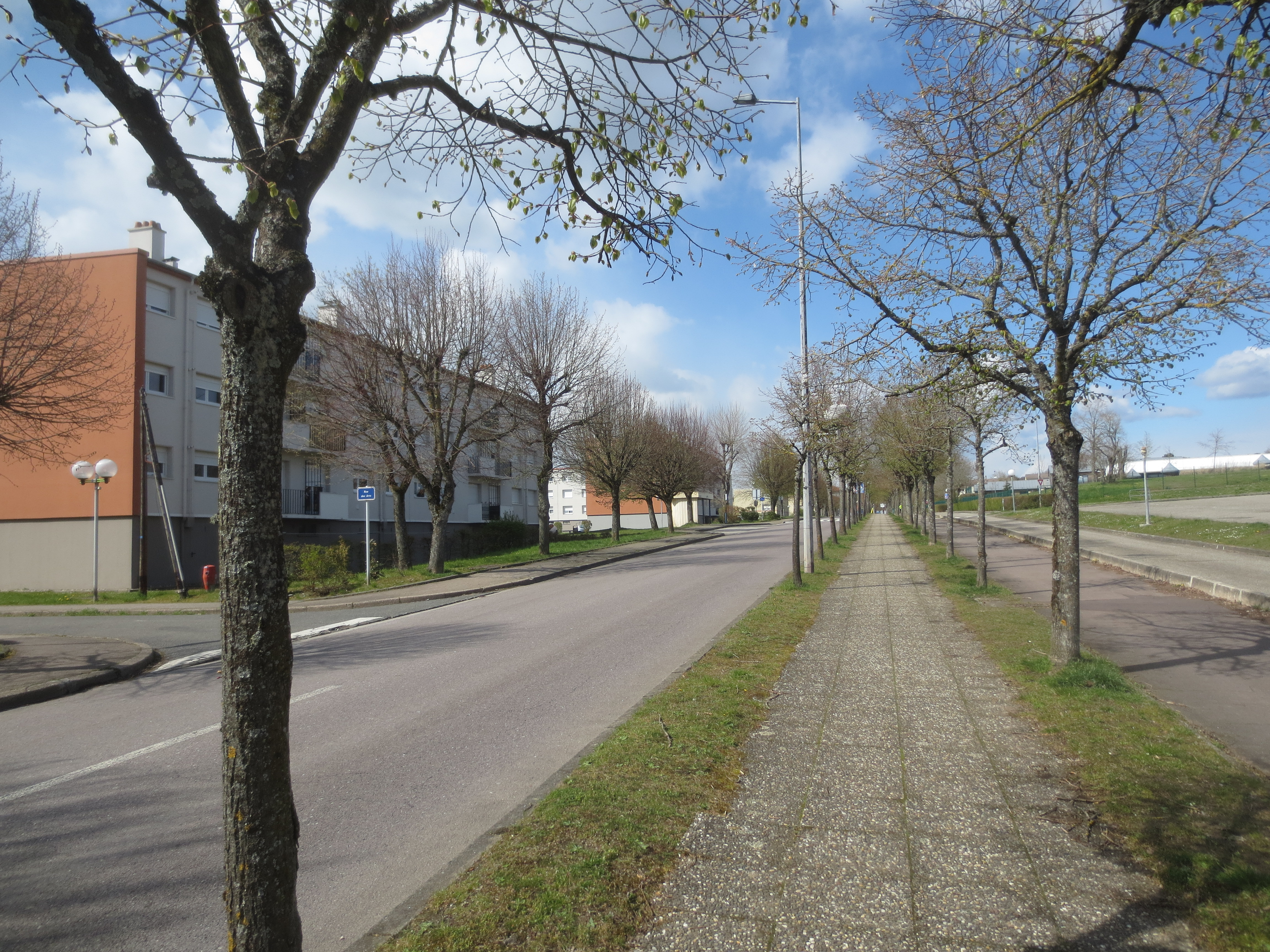
Avenue André Viaud

### Typologie
Au 1er janvier 2024, Faulquemont est catégorisée petite ville, selon la nouvelle grille communale de densité à sept niveaux définie par l'Insee en 2022.
Elle appartient à l'unité urbaine de Faulquemont, une agglomération intra-départementale regroupant quatre  communes, dont elle est ville-centre,,. Par ailleurs la commune fait partie de l'aire d'attraction de Faulquemont, dont elle est la commune-centre,. Cette aire, qui regroupe 7 communes, est catégorisée dans les aires de moins de 50 000 habitants,.

### Occupation des sols
L'occupation des sols de la commune, telle qu'elle ressort de la base de données européenne d’occupation biophysique des sols Corine Land Cover (CLC), est marquée par l'importance des territoires agricoles (56,2 % en 2018), en diminution par rapport à 1990 (57,1 %). La répartition détaillée en 2018 est la suivante : 
terres arables (34,3 %), forêts (23,4 %), prairies (21,9 %), zones urbanisées (13 %), zones industrielles ou commerciales et réseaux de communication (7,4 %). L'évolution de l’occupation des sols de la commune et de ses infrastructures peut être observée sur les différentes représentations cartographiques du territoire : la carte de Cassini (XVIIIe siècle), la carte d'état-major (1820-1866) et les cartes ou photos aériennes de l'IGN pour la période actuelle (1950 à aujourd'hui).

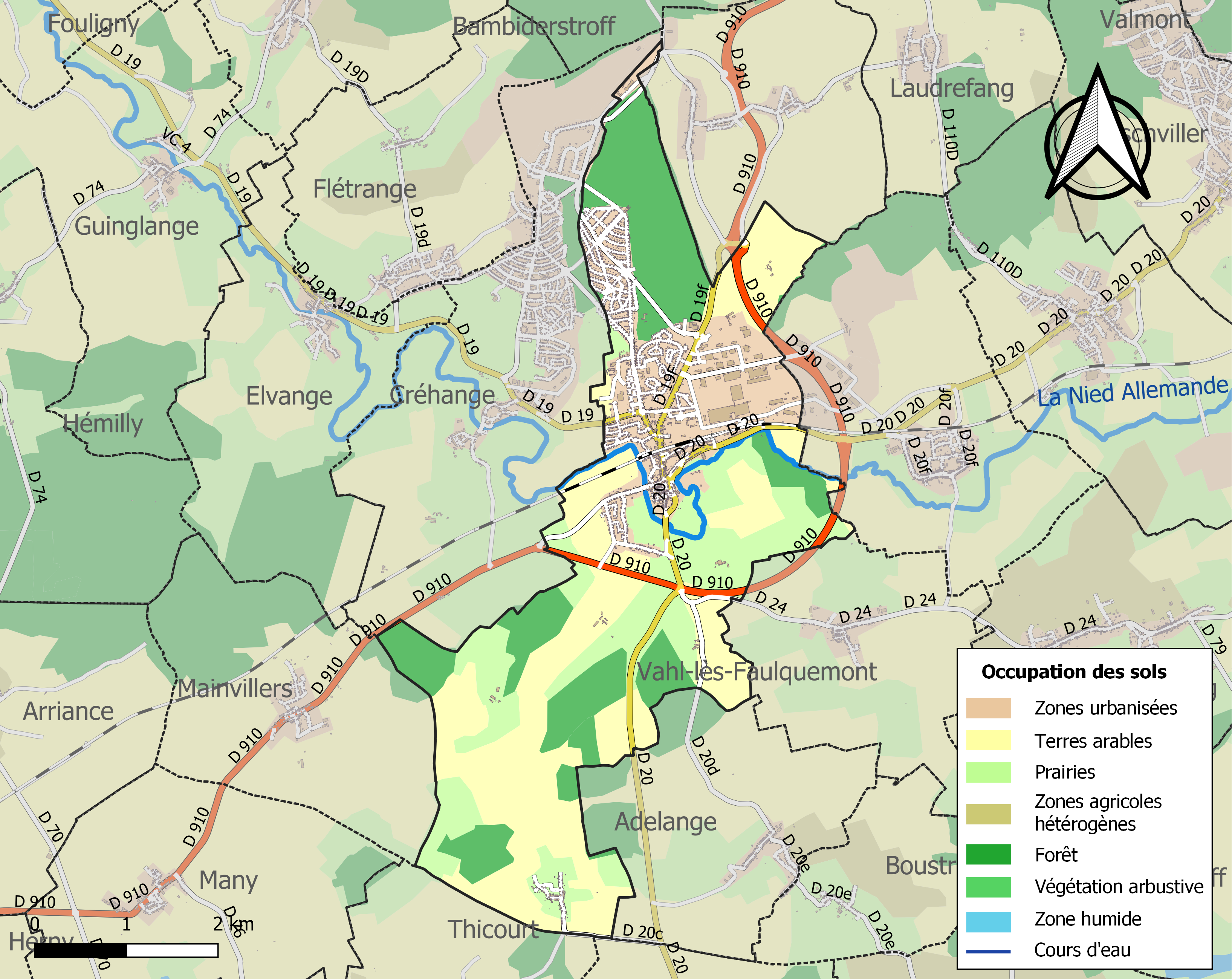
Carte des infrastructures et de l'occupation des sols de la commune en 2018 (CLC).

### Infrastructures publiques
Sur le plan éducatif, la ville compte deux collèges publics : le collège Louis-Pasteur, situé avenue du Collège, qui propose notamment des sections ULIS et SEGPA, et le collège Paul-Verlaine, avenue André Viaud, reconnu pour son engagement[Par qui ?] dans des projets éducatifs innovants tels que le projet La Main à la pâte.
Côté culture, la médiathèque Les Halles, inaugurée en 2013 et située rue de la République, met à disposition plus de 10 000 documents en prêt.
En termes de transport, la gare de Faulquemont, rue de la Gare, permet aux habitants de se déplacer facilement. Elle est ouverte en semaine et dispose d’un parking gratuit pour les voyageurs. Faulquemont est également desservie par plusieurs lignes de bus permettant de se rendre dans les villes environnantes comme Metz, Saint-Avold ou Morhange (Moselle).

## Toponymie

### Faulquemont
- D'un nom de personne Falco(n) + mont[21]. Probablement Falco ou Folco de Malberg + après 1115, il faut savoir qu'à la fin du XI ième siècle le pouvoir des évêques de Metz a été affaibli et que beaucoup de nobles se sont emparés de leurs terres.
- Ancien noms[22] : Falconis montem (selon l'Histoire Civile et Ecclésiastique de Lorraine de 1728 cette première mention en latin se situe entre 1120-1162 sous Etienne de Bar évêque de Metz qui en fait la reconquête à la suite des troubles de la fin du XIe siècle, c'est un « castellum » du Moyen Âge, donc une « motte », une tour construite sur une butte avec une palissade qui l'entoure), Falconis mons (1210), Falquemont (1319), Falkemberg (1357), Falckenburg (1359), Faulkemont (1360), Falkenbourg (1396), Focamons (1398), Falkenberg (1425), Falquemont/Falkemont (XVe siècle), Falcomonc (1508 environ)[23], Falcomons/Falquemont (1544), Falskembourg (1594), Falkemberg (1779), Falkoburgum (D. Cal. Not. Lorr.), Faulquemont (1801), Falkenberg (1871-1918 et 1940-1944).
- En allemand : Falkenberg[22], Falkemberg[24] et Valckenberg[25]. En francique lorrain : Folkenburch[26],[27].
- Au XIXe siècle, Faulquemont était également connu au niveau postal sous le nom de Falkenbourich[28].

### Bonehouse
- Ancien noms[22]: Bonusa (1147), Bonhausen (1359), Bonhuse (1360), Bonne hosse (1389), Bonhuhausen (1413), Bonnehaut (XVIIIe siècle), Bonnehaus (1756 et 1779), Bonnehause (1825).
- En francique lorrain : Bonhusen[26],[27].

## Histoire
Important centre de poterie durant la période gallo-romaine. "Falconis Mons" (latin, Mont des faucons). Appartenait aux évêques de Metz au XIe siècle, au duc de Lorraine, à Jean de Fénétrange et à Dietrich Bayer de Boppart au XVe siècle, ainsi qu'à la prévôté de Luxembourg pour l'année 1473.
- 1590 : siège des Messins.
- 1634 : Les duchés de Bar et de Lorraine sont occupés par la France : le château et ses remparts furent détruits sur ordre de Richelieu.
- À partir de 1683 : reconstruction du village.
- Création du marquisat de Faulquemont au profit de la Maison de Harraucourt au XVIIe siècle.
- 1765: la comtesse de Choiseul fait reconstruire l'église du bourg. La nouvelle construction devient église mère de la cure de Faulquemont.
- 1766 : rattachement à la France.
- Important centre industriel au XIXe et au XXe siècle. Une mine de charbon est mise en activité.
- Depuis 1945 : développement économique grâce aux Houillères du bassin de Lorraine.
- 1974 : fermeture de la mine de charbon.

Comme les autres communes de l'actuel département de la Moselle, Faulquemont est annexée à l’Empire allemand de 1871 à 1918. Après deux générations de paix et de prospérité, beaucoup tomberont sous l’uniforme allemand, sur le Front de l’Est, mais aussi sur le Ouest, en particulier en France et dans les Flandres. La victoire des Alliés en 1918 permettra aux habitants du canton de retrouver la nationalité française. La Seconde Guerre mondiale et l'Annexion "de facto" au Reich Nazi marqueront longtemps les esprits. La commune ne sera libérée que le 4 décembre 1944, deux semaines après Metz et six mois après le débarquement des alliés en Normandie.

## Politique et administration

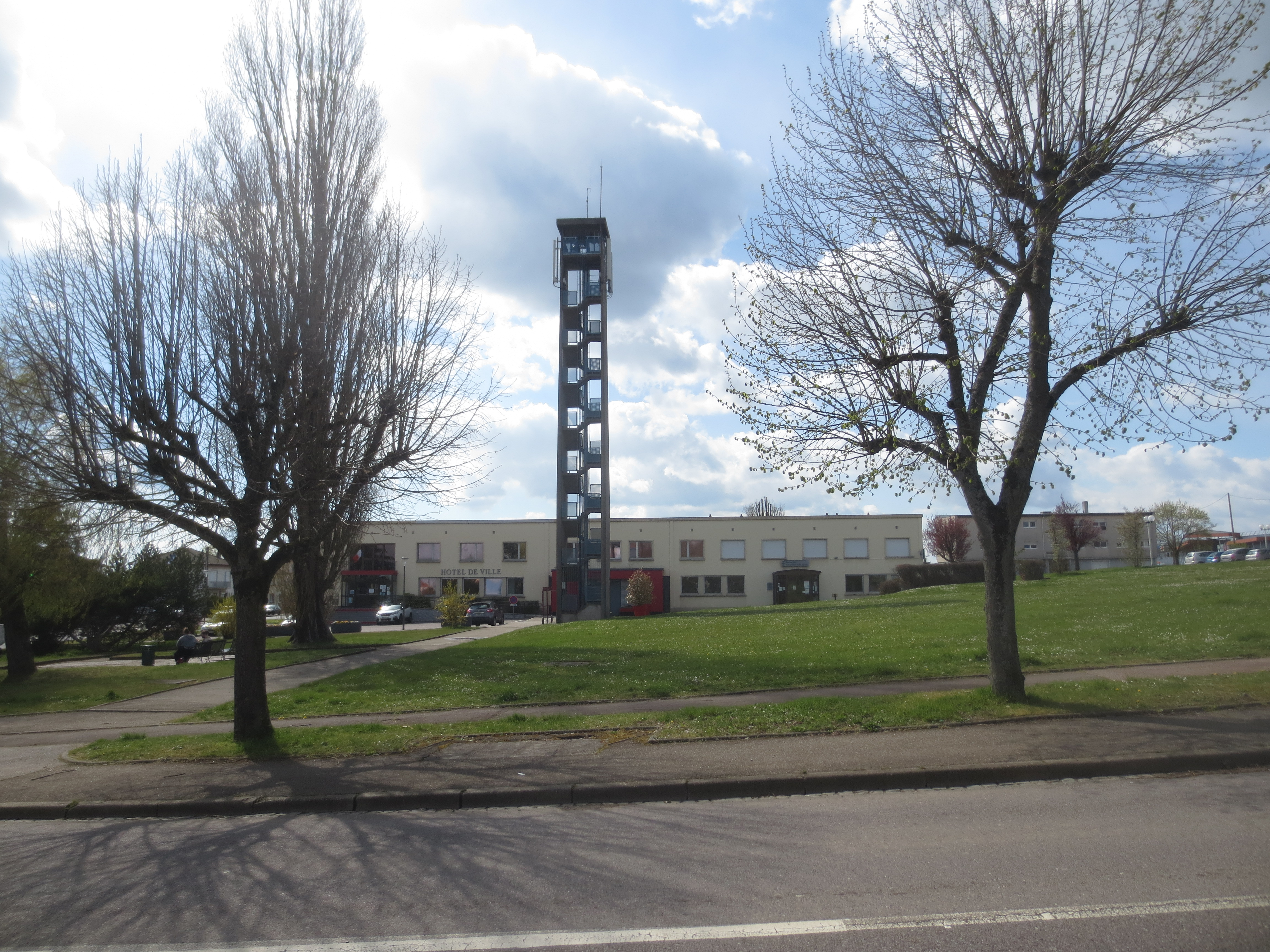
Mairie de Faulquemont vue depuis l'avenue André Viaud

### Liste des maires
En 2010, la commune de Faulquemont a été récompensée par le label « Ville Internet @@ ».
| Période                                  | Période                    | Identité                   | Étiquette     | Qualité                                                                                                 |
| ---------------------------------------- | -------------------------- | -------------------------- | ------------- | --- |
| Les données manquantes sont à compléter. |                            |                            |               | |
| décembre 1919                            | 1939                       | Émile Houpert              | Front lorrain | Conseiller d'arrondissement (1931 → 1940)                                                               |
| Les données manquantes sont à compléter. |                            |                            |               | |
| octobre 1947                             | avril 1953                 | Roger Nagel                |               | |
| Les données manquantes sont à compléter. |                            |                            |               | |
| mars 1971                                | juin 1995                  | Joseph Bastian (1923-2002) | PS            | Ouvrier mineur Adjoint au maire (1959 → 1971) Président du district urbain de Faulquemont (1975 → 1983) |
| juin 1995                                | mars 2008                  | Claude Steitz              | DVD           | |
| mars 2008                                | mars 2024 (démission)      | Bruno Bianchin             | DVD           | Dessinateur                                                                                             |
| avril 2024                               | En cours (au 8 avril 2024) | Béatrice Kempenich         |               | Cadre de la fonction publique, ancienne adjointe aux finances                                           |

### Chémery-lès-Faulquemont
| Période                                  | Période  | Identité              | Étiquette | Qualité        |
| ---------------------------------------- | -------- | --------------------- | --------- | -------------- |
| 2020                                     | en cours | Violette Combas       | Néant     | Maire Déléguée |
| 2008                                     | 2020     | Victor Michel         |           |                |
| 1977                                     | 2008     | Jean-Marie Matuszczak |           |                |
| Les données manquantes sont à compléter. |          |                       |           |                |

## Démographie
L'évolution du nombre d'habitants est connue à travers les recensements de la population effectués dans la commune depuis 1793. Pour les communes de moins de 10 000 habitants, une enquête de recensement portant sur toute la population est réalisée tous les cinq ans, les populations de référence des années intermédiaires étant quant à elles estimées par interpolation ou extrapolation. Pour la commune, le premier recensement exhaustif entrant dans le cadre du nouveau dispositif a été réalisé en 2004.

En 2022, la commune comptait 5 154 habitants, en évolution de −4,45 % par rapport à 2016 (Moselle : +0,52 %, France hors Mayotte : +2,11 %).
| 1793  | 1800 | 1806  | 1821  | 1836  | 1841  | 1861  | 1866  | 1871  |
| ----- | ---- | ----- | ----- | ----- | ----- | ----- | ----- | ----- |
| 1 009 | 957  | 1 005 | 1 155 | 1 161 | 1 047 | 1 113 | 1 143 | 1 060 |

| 1875  | 1880  | 1885  | 1890  | 1895  | 1900  | 1905  | 1910  | 1921 |
| ----- | ----- | ----- | ----- | ----- | ----- | ----- | ----- | ---- |
| 1 226 | 1 255 | 1 210 | 1 164 | 1 059 | 1 070 | 1 029 | 1 015 | 846  |

| 1926 | 1931  | 1936  | 1946  | 1954  | 1962  | 1968  | 1975  | 1982  |
| ---- | ----- | ----- | ----- | ----- | ----- | ----- | ----- | ----- |
| 981  | 1 077 | 1 165 | 1 191 | 3 152 | 5 115 | 5 451 | 5 533 | 5 873 |

| 1990  | 1999  | 2004  | 2006  | 2009  | 2014  | 2019  | 2022  | - |
| ----- | ----- | ----- | ----- | ----- | ----- | ----- | ----- | - |
| 5 432 | 5 478 | 5 533 | 5 497 | 5 511 | 5 418 | 5 154 | 5 154 | - |

## Culture locale et patrimoine

### Sobriquet
Surnom à propos des Faulquinois : Die stänesel (stenesel) = les ânes revêches, entêtés. Dans le parler dialectique, le terme Stänesel revêt un sens dépréciatif, se traduisant par : difficile, intraitable, obstiné.

### Lieux et monuments
- Passage de la voie romaine de Metz à Keskastel, à Chémery.
- Vestiges d'ateliers de poterie et de poteries gallo-romains.
- Ancien hôtel de ville : niveau inférieur du XVIe siècle.
- Ruines du château de Faulquemont, remparts et château démantelés sur ordre du cardinal de Richelieu en 1634.

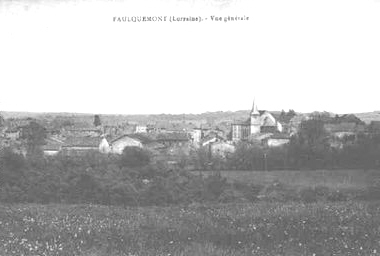
Vue de Faulquemont.
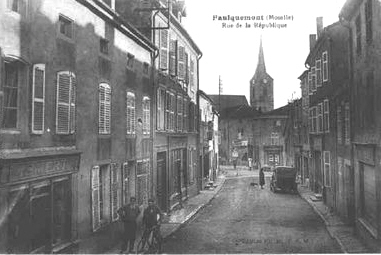
Centre de Faulquemont.

#### Édifices religieux
- Église Saint-Vincent. Les travaux débutèrent en 1763 sur le plans de l'architecte nancéien Richert. La comtesse de Choiseul participa en grande partie au financement de la nouvelle église. L'église est de style baroque rococo, si représentatif du XVIIIe siècle. Les notes de l'orgue y résonnent depuis 1876. Celui-ci fut racheté et réinstallé par un facteur d'orgue. Le clocher a été reconstruit par la commune en 1927. Le 15 juin 1930, six nouvelles cloches furent bénies par Jean-Baptiste Pelt, évêque de Metz. Cinq cloches sont installées dans le clocher, dont le bourdon Saint-Vincent. La sixième se trouve à la chapelle Saint-Vincent. De nombreuses rénovations ont été effectuées depuis 1987, par la commune, et le conseil de fabrique, dont la consolidation de la toiture, des boiseries et des peintures.
- Église Marie-Reine à Faulquemont-cité, moderne 1956.
- Chapelle Saint-Vincent (ancienne église paroissiale) : chœur XVe siècle gothique, nef moderne, vitraux XVIe siècle; bustes-reliquaires XVIIIe siècle.
- Église Saint-Nicolas de Chémery-lès-Faulquemont, fin XVIIe siècle : fonts baptismaux 1724, cloche 1776.
- Ancien ossuaire au cimetière Saint-Vincent inscrit au titre des monuments historiques par arrêté du 25 novembre 1987[40].
- Synagogue construite en 1960, la première construite en 1900 fut rasée en 1940 par les Allemands, aujourd'hui désaffectée.

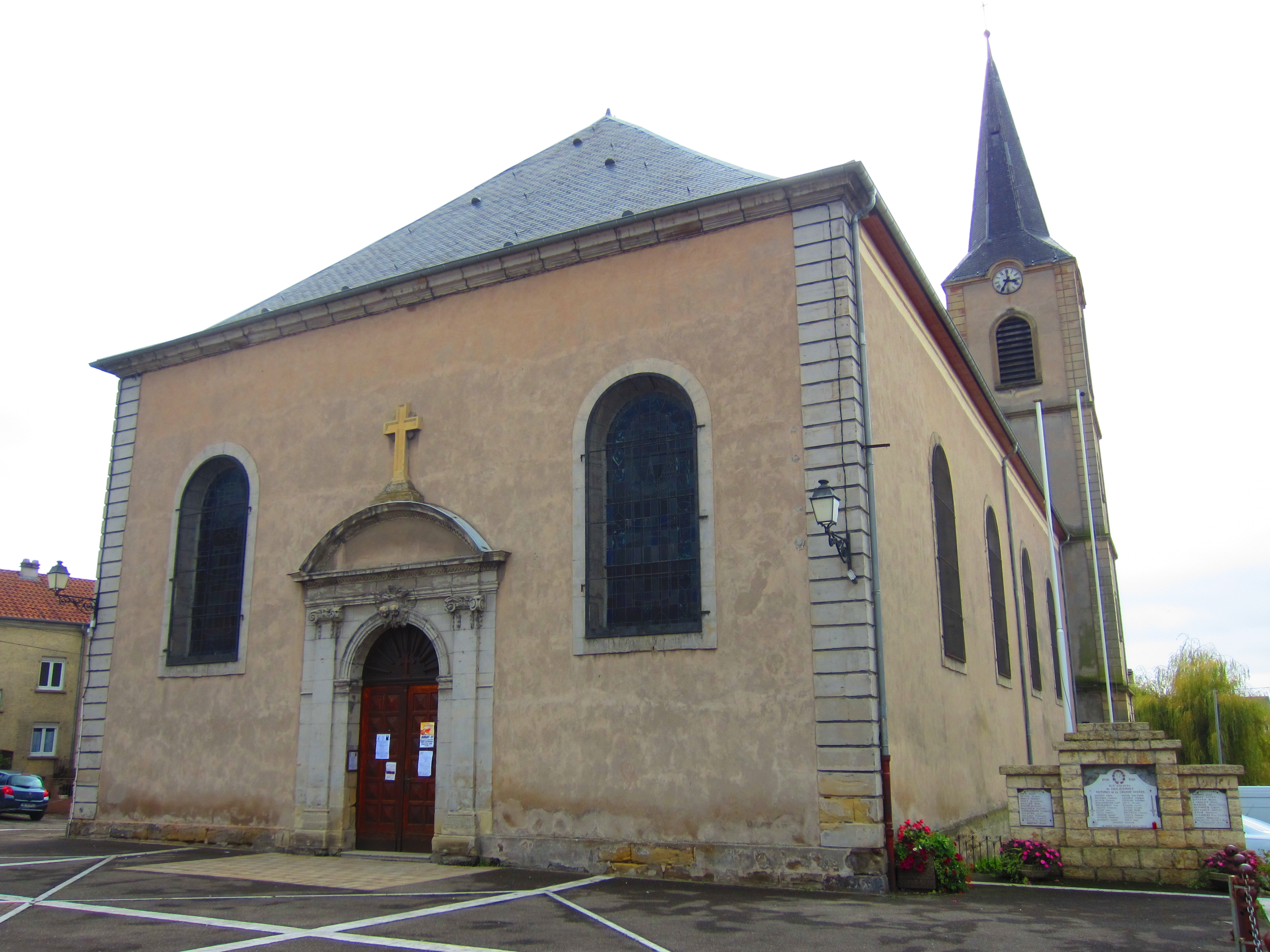
Église Saint-Vincent.
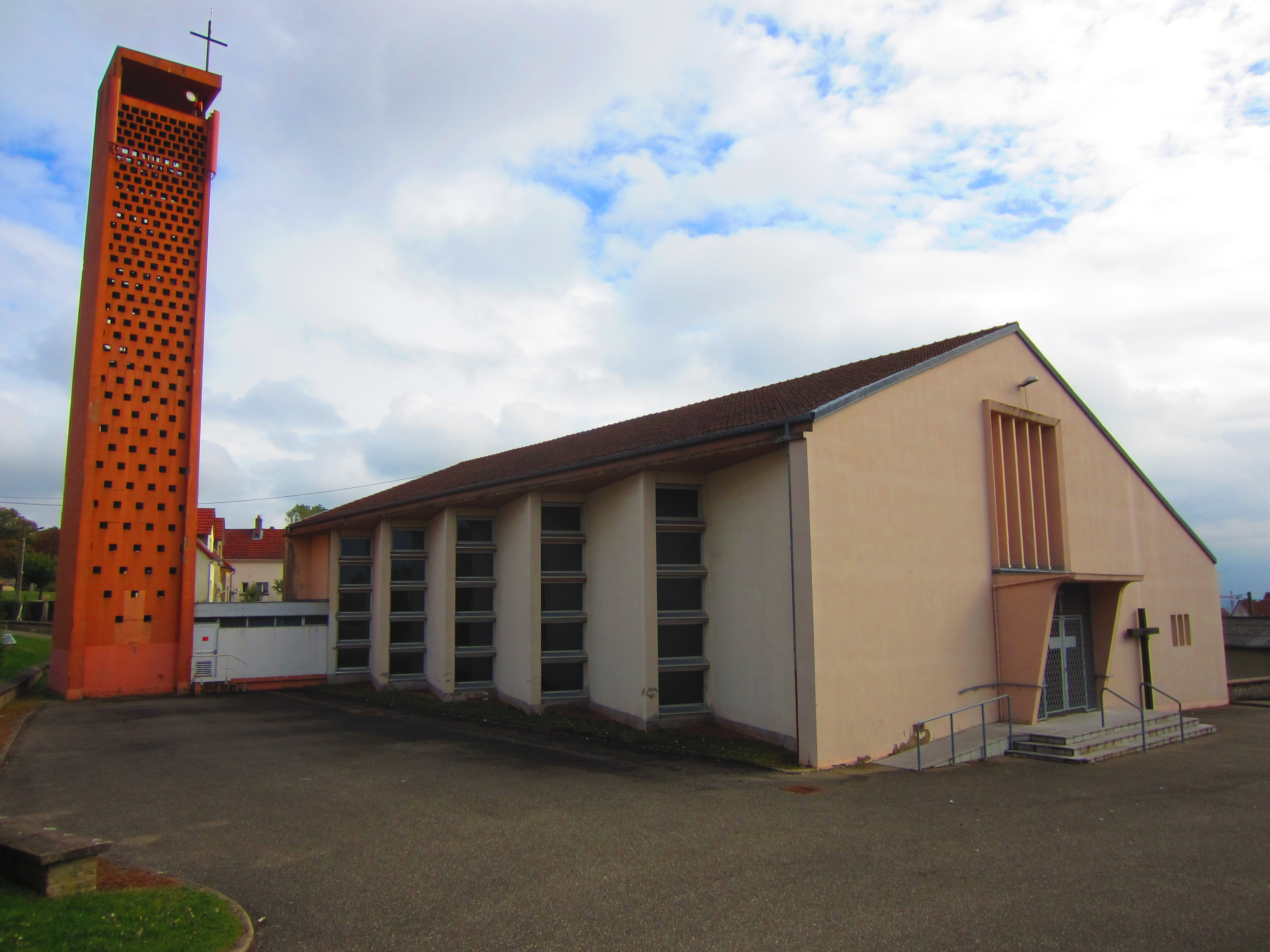
Église Marie-Reine à Faulquemont-cité.
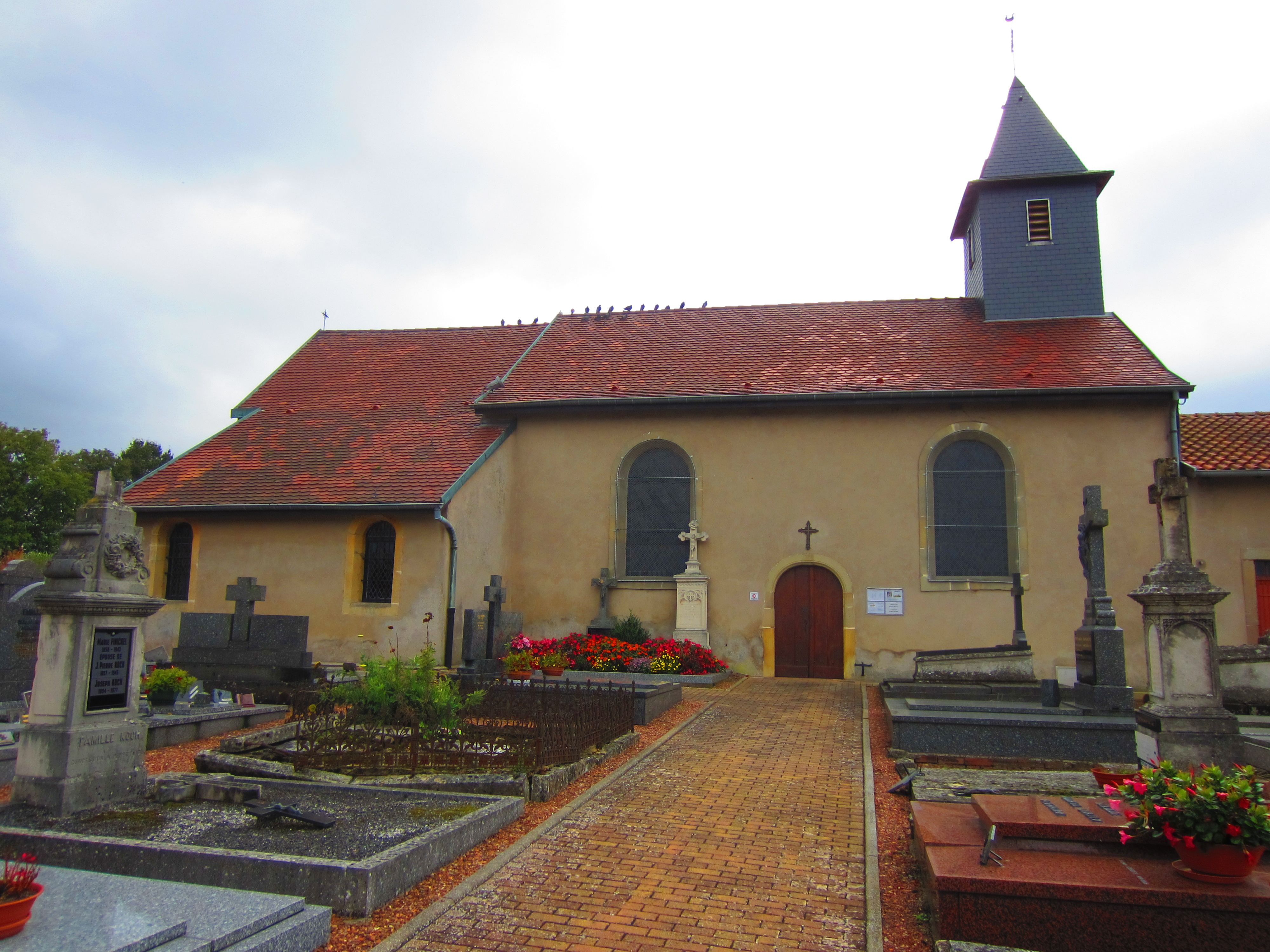
Chapelle Saint-Vincent.
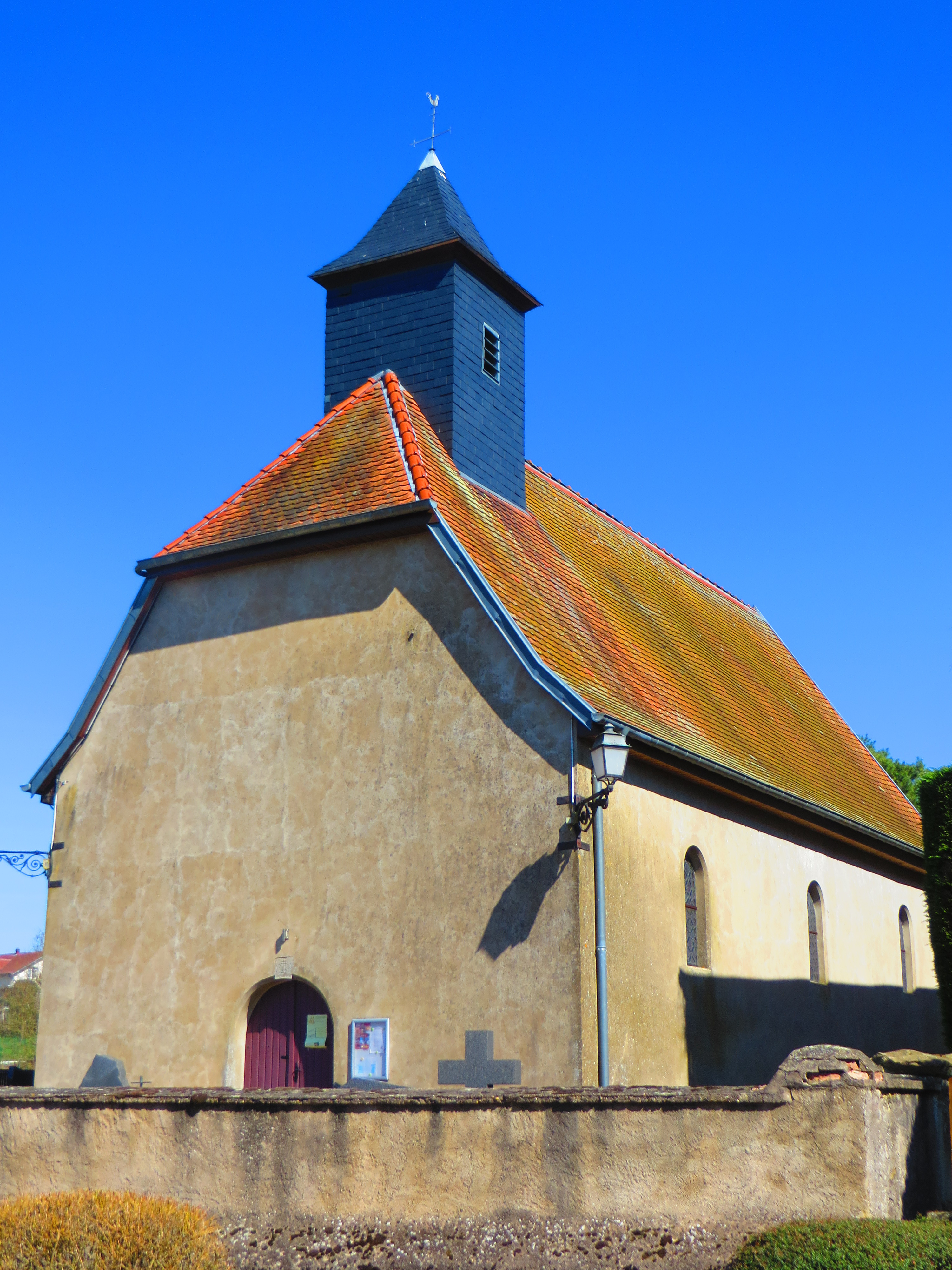
Chémery-lès-Faulquemont: église Saint-Nicolas.
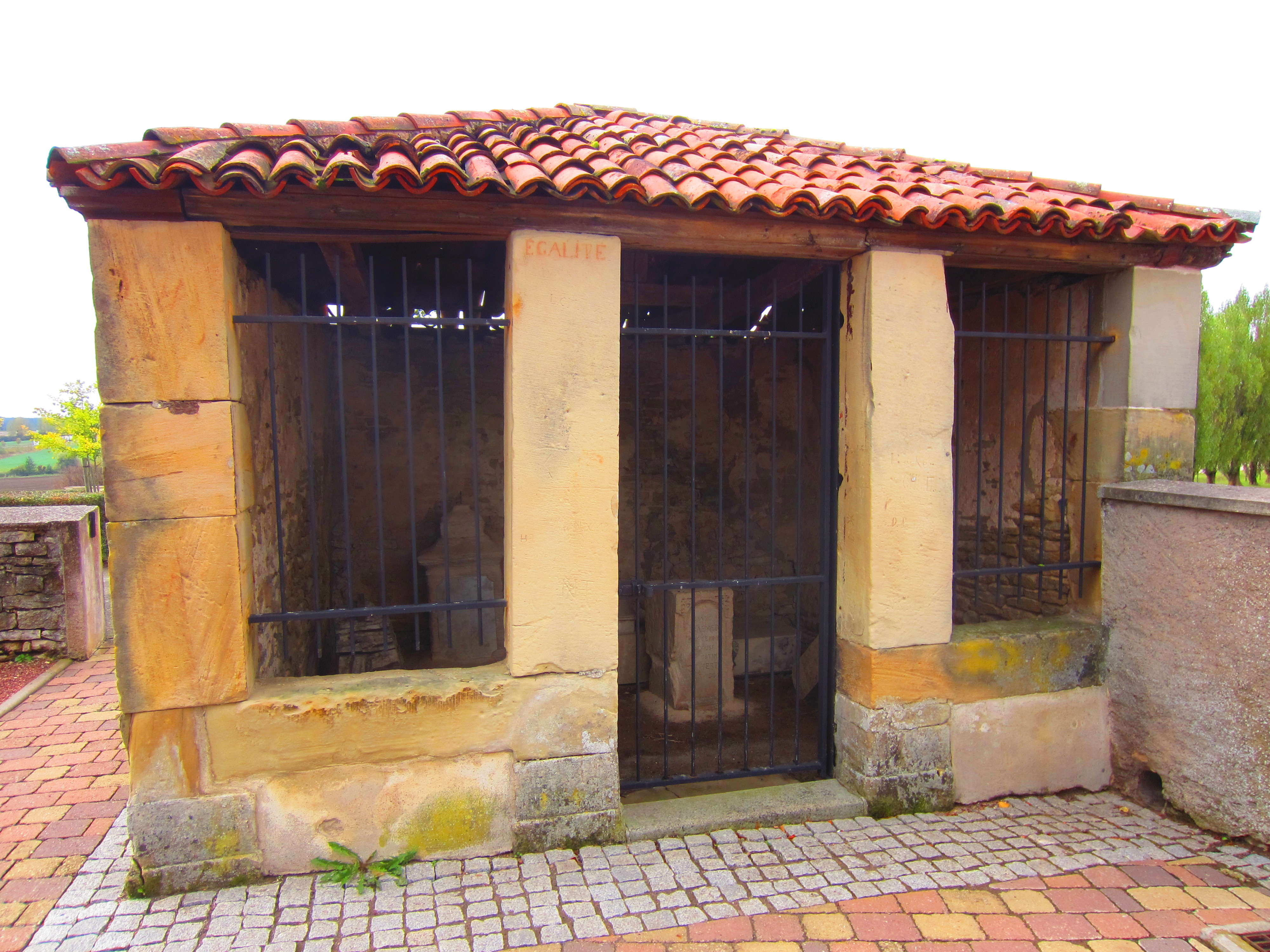
Ancien ossuaire.
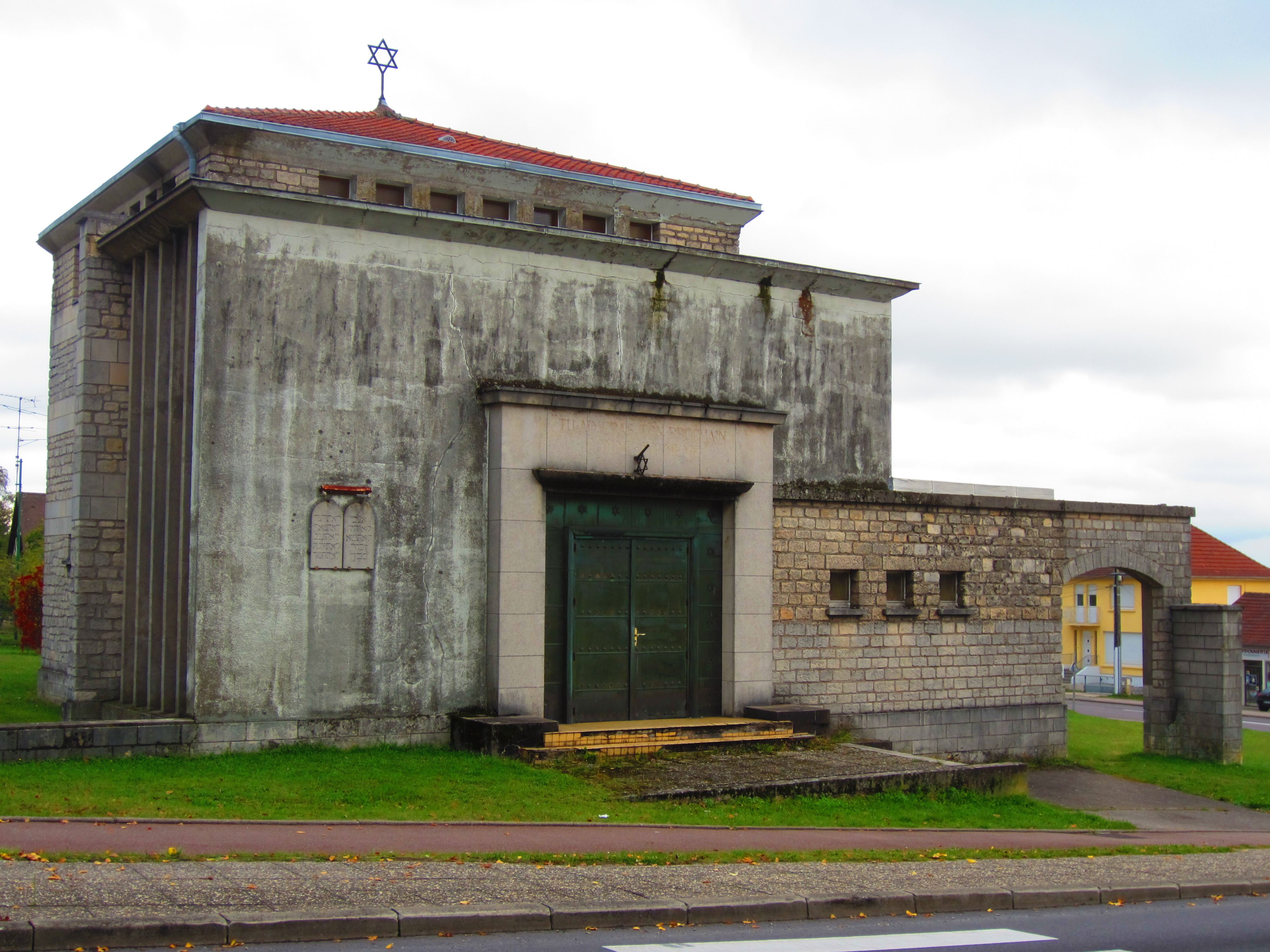
Synagogue.

### Personnalités liées à la commune
- Mathias Robert de Hesseln (1731- ap. 1780) cartographe français, censeur royal et géographe du roi, né à Faulquemont.
- Joseph Madeline (1891-1977) : architecte du siège de la mine de Faulquemont.

### Héraldique
| Blason de Faulquemont | Blason  | Écartelé : aux 1er et 4e d'or à la bande de gueules chargée de trois alérions d'argent, aux 2e et 3e d'or à la croix de gueules, au franc-quartier d'argent chargé d'un lion de sable, armé et lampassé de gueules, couronné d'or. |
| Blason de Faulquemont | Détails | Ce blason fut accepté par un décret du 27 mai 1914. |

## Économie
Une des usines du groupe Viessmann est implantée à Faulquemont. Viessmann est une entreprise d'origine allemande, qui s'est spécialisée dans la construction et la vente de chaudières de chauffage central. Elle développe plusieurs types de chaudières, à bois, au gaz, au fioul, à l'énergie solaire, ainsi que des pompes à chaleur. Cette entreprise possède de nombreuses filiales dans le monde.